# Головашівка (річка)
Головашівка — річка в Україні, у Сумському районі Сумської області. Права притока Сумки (басейн Дніпра).

## Опис
Довжина річки приблизно 7,8 км. На деяких ділянках пересихає.

## Розташування

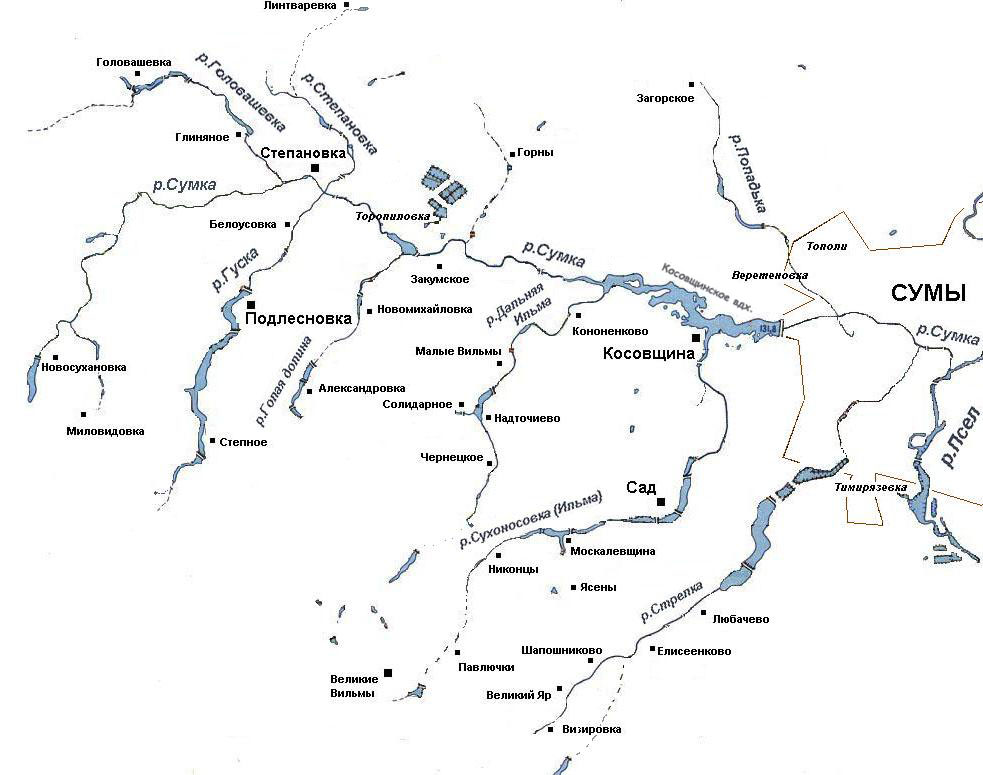
Карта-схема басейну річки Сумки

Бере початок на південному сході від Аркавського. Спочатку тече на північний схід через Головашівку і повертає на південний схід. Далі тече через Глиняне і на північно-західній околиці Степанівки впадає у річку Сумку, праву притоку Псла. 
Річку перетинає автомобільна дорога Р61.